# Ju Lian

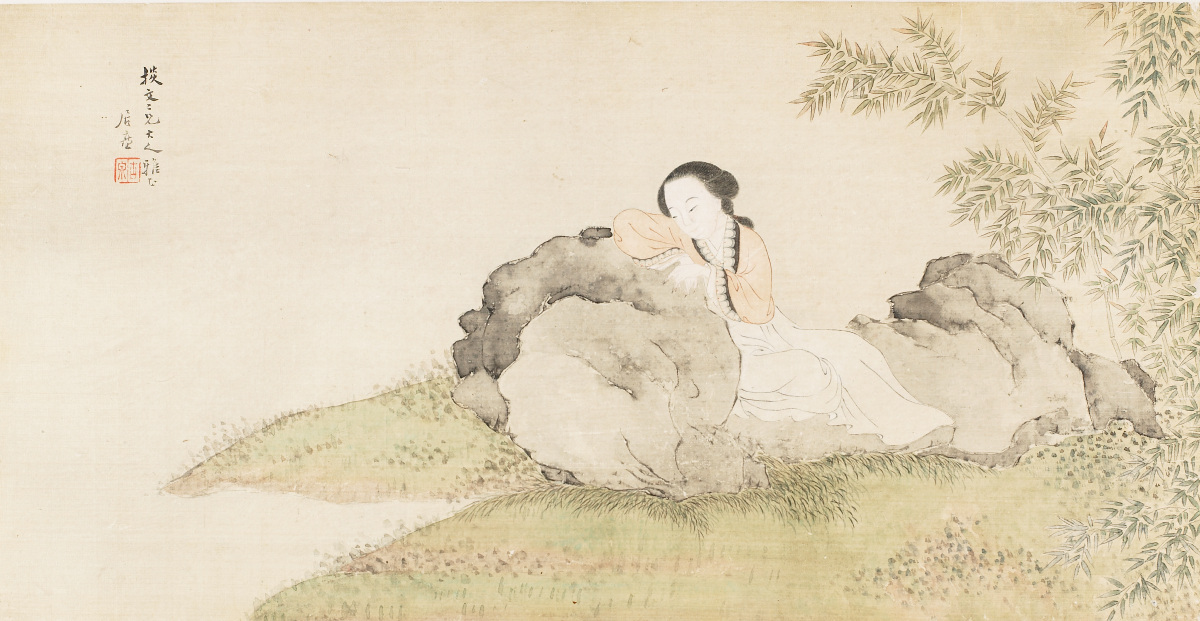
Lady

Ju Lian (xinès simplificat: 居廉; xinès tradicional: 居廉; pinyin: Jū Lián), conegut també com a Shigang, fou un pintor xinès que va viure sota la dinastia Qing. Va néixer el 1828 (Croizier indica 1827) a Panyu, actualment Guangzhou i va morir el 1904. Parent de Ju Chao del qual hi ha dubtes sobre si era germà més gran o cosí.
Ju va ser cèlebre per les seves pintures de flors, herbes i insectes, Les seves obres amb rius i muntanyes causen impacteimpacte. Vinculat a l'”Escola de Lingnan” fundada per Gao Jianfu, Gao Qifeng i Chen Shuren (Ju Lian va tenir com a deixebles als germans Gao). Entre les seves obres cal mencionar “Roques, insectes i flors” que es troba al Museu Provincial d'Art de Guandong.